# Le Bourg-sous-la-Roche-sur-Yon
Pour les articles homonymes, voir La Roche et Bourg (homonymie).
Le Bourg-sous-la-Roche-sur-Yon (Le Borc ou Le Petit-Borc en poitevin) est une ancienne commune française située dans le département de la Vendée.
Peuplée de 3 794 habitants au recensement de 1962, elle fusionne le 11 juillet 1964 (ainsi que la commune de Saint-André-d’Ornay) avec La Roche-sur-Yon, préfecture de département. Devenue un quartier de la commune absorbante, appelé « le Bourg-sous-la-Roche », elle ne correspond pas exactement à l’ancienne commune bourgadine.

## Géographie
La commune du Bourg-sous-la-Roche-sur-Yon se situait au centre du département de la Vendée. Du point de vue paysager, le territoire relevait du Bas-Bocage.

## Toponymie
Le toponyme Le Bourg-sous-la-Roche-sur-Yon a connu une évolution au fil des siècles,,, :
- Monasterii super Rocham au XIVe siècle (Grand-Gauthier) ;
- De Burgo supra Rocham Oyon au XVIe siècle (manuscrit de Luçon) ;
- cure du Bourg-sous-la-Roche au XVIIe siècle (Pouillé d’Alliot) ;
- Le Bourg-sur-la-Roche sous la Révolution (1793) ;
- Le Bourg (1801) ;
- Le Bourg-sous-Napoléon (1802) ;
- Le Bourg-sous-Bourbon-Vendée (1821) ;
- Le Bourg-sous-Napoléon (1856) ;
- Le Bourg-sous-la-Roche (1872) ;
- Le Bourg-sous-la-Roche-sur-Yon (1896).

En poitevin, la commune porte le nom de Le Borc ou Le Petit-Borc selon la graphie de l’Union pour la culture populaire en Poitou-Charentes-Vendée (UPCP).

## Histoire
La mention la plus ancienne du Bourg remonte au Xè siècle. Le lieu se nomme alors le plus souvent en latin Monasteria super Rocham ou Monasteriis super Rocham, en français "Les Moutiers-sur-Yon",. Les chartes des XIe et XIIe siècles indiquent en effet l'existence de deux églises jumelles données à l'abbaye de Marmoutier et tenues par le même chapelain. À partir du XIVe – XVe siècle, il n'y a plus qu'une seule église paroissiale, l'église Saint-Pierre, et le nom du lieu se fixe pour devenir "Le Bourg-sous-la-Roche",. Sur le plan féodal, la plus grande partie de la paroisse se trouve dans la mouvance des vicomtes de Thouars à travers trois baronnies vassales : Brandois (Brem), Mareuil et la Chaize-le-Vicomte. Le seigneur, puis prince de La Roche-sur-Yon, dont le château se trouve pourtant à quelques dizaines de mètres des limites de la paroisse, n'y possède que peu de droits, essentiellement le long de l'Yon,. Lors de la guerre de Vendée, le Bourg se trouve en pays insurgé ; son capitaine de paroisse, Pierre Rezeau, deviendra l'un des chefs de division de Charette. En 1827, la commune absorbe celle voisine de Château-Fromage, peuplée au recensement de 1821 de 287 habitants ; cette commune de Château-Fromage porta, durant la Révolution, le nom de Les Fromages.
Au recensement de 1962, soit deux ans avant l'absorption par  La Roche-sur-Yon, la population de la commune est de 3 794 habitants.

## Politique et administration

### Liste des maires
| Période                                  | Période                  | Identité               | Étiquette | Qualité                                                                |
| ---------------------------------------- | ------------------------ | ---------------------- | --------- | ---------------------------------------------------------------------- |
| 1884                                     | 1888                     | Arthur Gorin de Ponsay |           |                                                                        |
| 1888                                     | 1913                     | Héliodore Durand       |           | Propriétaire (Beautour)                                                |
| 1913                                     | 1944                     | Georges Durand,        | RG        | Conseiller général (1922-1934), élu dans le canton de La Roche-sur-Yon |
| 1944                                     | 1947                     | Raoul Bobineau         |           |                                                                        |
| 1947                                     | Août 1952 (décès)        | Eugène Louineau        |           |                                                                        |
| 14 octobre 1952                          | 14 décembre 1956 (décès) | Louis Robin            |           | Assureur                                                               |
| 12 janvier 1957                          | 10 juillet 1964          | Henri Teillet,         |           | Agriculteur                                                            |
| Les données manquantes sont à compléter. |                          |                        |           |                                                                        |

### Instances administratives
Administrativement, la commune du Bourg-sous-la-Roche-sur-Yon dépendait de l’arrondissement de La Roche-sur-Yon et du canton de La Roche-sur-Yon à sa disparition.
Historiquement, à partir du début de la Révolution, la commune appartenait au canton de La Roche-sur-Yon, dans le district de La Roche-sur-Yon. De 1801 à 1810, Le Bourg appartient à l’arrondissement de Montaigu, puis à celui de La Roche-sur-Yon à partir de 1810, toujours dans le cadre du canton de La Roche-sur-Yon.

## Culture locale et patrimoine

### Lieux et monuments
- Église Saint-Pierre
- Mairie (actuelle mairie annexe de La Roche-sur-Yon)
- Château des Oudairies
- Château des Brancardières
- Cimetière du Bourg
- Cimetière de la Péronnière

### Personnalités liées à la commune
- Michel Gautier (1942), écrivain en poitevin-saintongeais et militant de l’UPCP-Métive.
- Maurice Nauleau (1930), coureur cycliste né au Bourg, vainqueur du Bordeaux-Saintes et de la dernière étape du Circuit des Six Provinces en 1954.
- Max Bléneau (1934-2013), né au Bourg, coureur cycliste professionnel de 1959 à 1961.

## Cartographie

Le Bourg-sous-Bourbon-Vendée absorbe Château-Fromage en 1827.
La Roche-sur-Yon et les communes absorbées en 1964.
Les quartiers de La Roche-sur-Yon (celui du « Bourg-sous-la-Roche » est en marron clair).